# Maceratie
Maceratie (Latijn: macerāre; zacht maken, weken) is een zuiver fysisch proces waarbij een lichaam of voorwerp enige tijd wordt blootgesteld aan de inwerking van een vloeistof zoals water, olie of alcohol zonder toevoeging van warmte. De vloeistof dient als oplosmiddel voor bepaalde bestanddelen van dat lichaam of voorwerp. De vloeistof die de oplosbare stoffen heeft opgenomen, wordt maceraat genoemd. De oorspronkelijke vorm en structuur van het gemacereerde voorwerp blijft herkenbaar.
Maceratie verschilt van:
- een oplossing;
- een extractie, waarbij warmte wordt toegevoegd; maceratie wordt daarom ook wel koude extractie genoemd;
- vertering of fermentatie, waarbij ook een chemisch proces plaatsvindt (o.m. door de werking van enzymen).

Het proces wordt gebruikt in tal van toepassingen:
- in de paleontologie/geologie/sedimentologie voor de extractie van zuuronoplosbare microfossielen uit gesteentematrix d.m.v. het gebruik van waterstoffluoride (ook nog fluorwaterstofzuur of vloeizuur genoemd). De techniek maakt gebruik van een maceratietank waarbij het fluorwaterstofzuur via buizen van en naar de maceratietank geleid wordt.
- in de chemische industrie;
- in de voedingsmiddelenindustrie en levensmiddelentechnologie (winning van smaak- en kleurstoffen);
- in de farmacie en farmaceutische industrie;
- bij de productie van cosmetica.
- bij het prepareren van menselijke en dierlijke botten.

Mogelijke begripsverwarring
- Bij de wijnproductie kent men macération carbonique, wat eigenlijk een fermentatieproces is.
- In de biologie, geneeskunde en forensische wetenschappen spreekt men van maceratie als lichaamsweefsels verweekt zijn door langdurige inwerking van vocht, bijvoorbeeld water, urine, speeksel, exsudaat, vruchtwater.
- Een techniek waarbij botten worden geprepareerd door alle overige delen te laten verteren of oplossen, wordt ook maceratie genoemd.

## In de biologie
In biologie beschrijft de term het uiteenvallen van plantenweefsel in cellen door het oplossen van de middenlamel. Zo worden wortelpuntjes gemacereerd voor het tellen van het aantal chromosomen.

## Trivia
- Een macerator in de afvalwaterverwerking is een machine die rioolafval mechanisch verkleint, bijvoorbeeld om afval van een toilet of keuken via een veel kleinere buis te kunnen afvoeren.
- Een hakselmachine waarin dieren, bijvoorbeeld overtallige (mannelijke) kuikens worden gedood, wordt eveneens een macerator genoemd.